# 살사 (춤)

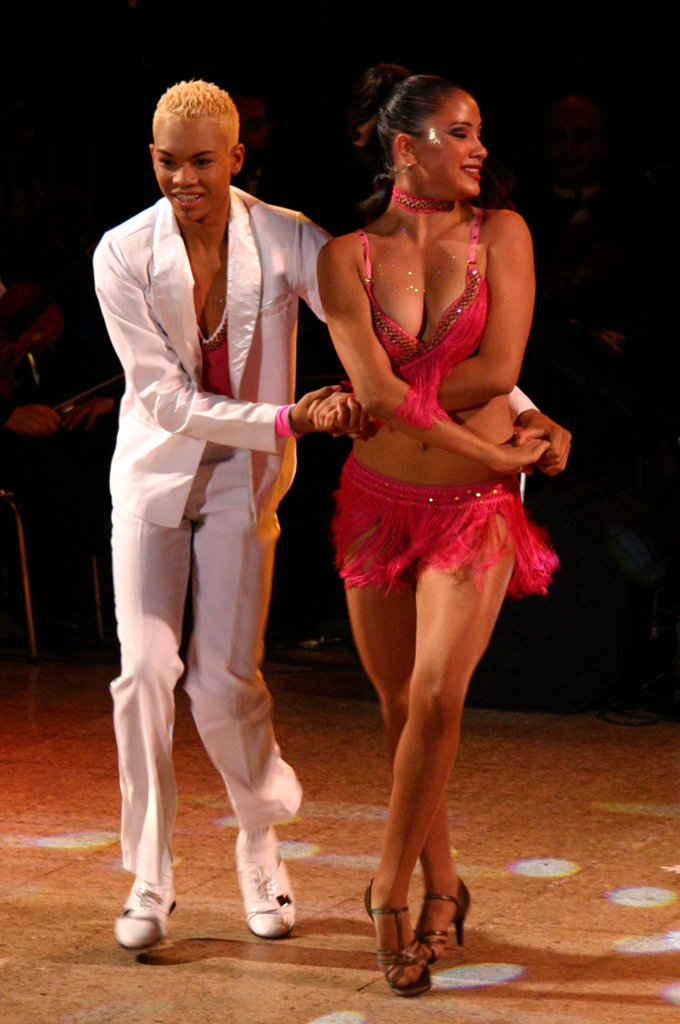
살사를 추고 있는 무용수들의 모습

살사(Salsa)는 1960년대에 뉴욕시에서 기원한 동명의 음악과 관련된 실사 음악에 맞춰 추는 라틴 댄스이다.

## 같이 보기
- 살사 (음악)
- 맘보
- 룸바